# Laghetti di Ponteranica
I laghetti di Ponteranica sono un gruppo di laghetti alpini che racchiudono acqua piovana e di piccole falde. 
Si trovano nella conca delimitata dall'omonimo Monte Ponteranica, dal Monte Valletto e dal Monte Triomen a una quota media di 2.115 m s.l.m., all'interno del distretto amministrativo del comune di Cusio, in alta Val Brembana.

## Accessi
Il sentiero più breve per raggiungerli parte dai Piani dell'Avaro,  situati alla fine di una strada stretta ma asfaltata che da Cusio si dirige a nord-ovest. 
Dai piani dell'Avaro si prende a nord in direzione del Monte Avaro e, in prossimità della costruzione in cemento contenente una presa dell'acqua, si imbuca il sentiero che sale a destra. Giunti nel vallone si risale fino a incrociare il sentiero 101. A questo punto per raggiungere i laghi si può seguire il sentiero 101 e costeggiare il Monte Triomen e, poco più avanti, prendere il sentiero che a sinistra porta ai laghi, oppure si prosegue dritti verso il passo che separa il Monte Triomen dal Monte Valletto: da qui si gode di una piacevole vista sui laghi sottostanti, raggiungibili percorrendo un sentiero piuttosto agevole.
I laghetti possono essere raggiunti agevolmente anche da Cà San Marco seguendo il sentiero 101 fino a raggiungere il bivio che a destra porta ai laghi, ma il sentiero è più lungo.

## Curiosità
I laghetti e il Monte Ponteranica devono il proprio nome al fatto che la zona era stata acquistata  nel XVI secolo dal Comune di Ponteranica per essere utilizzata come alpeggio dai suoi mandriani.

## Galleria d'immagini

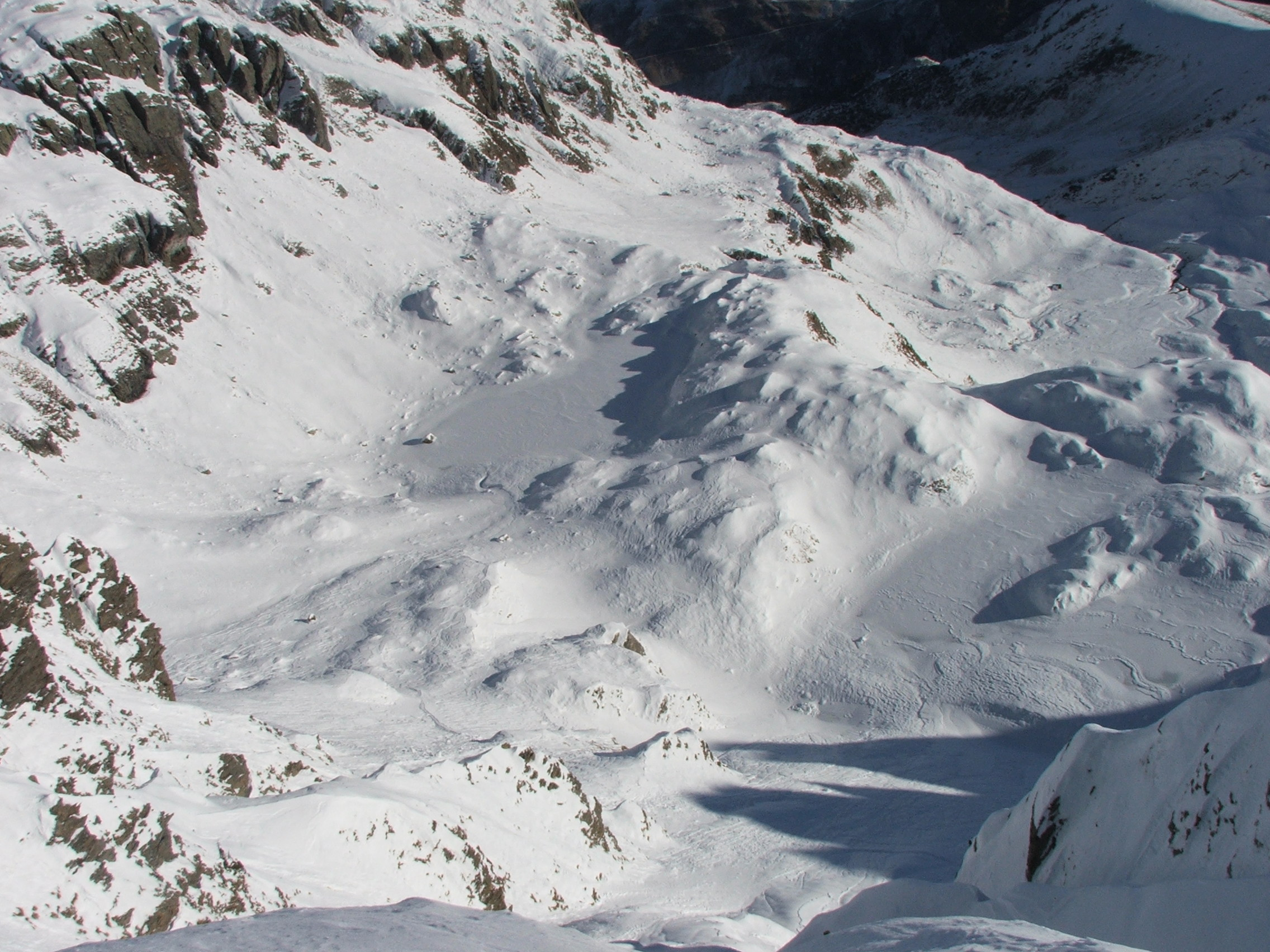
I Laghetti di Ponteranica a inizio dicembre visti dal Monte Valletto